# C18H30O3
化学式C18H30O3（摩尔质量：294.43 g/mol）可能指：
- 科尔尼酸，CAS号：52761-34-9
- 海伦诺酸，CAS号：7309-58-2
- 13-Oxo-9,11-octadecadienoic acid，CAS号：31385-09-8
- agonandric acid，PubChem CID：22590937

|  | 这个同类索引页列出了具有相同分子式的化学物（即同分異構體）条目。 除非您是有意链接至本页，否则应将相应条目的内部链接指向正确的条目。 |